# Adolf Steimel
Adolf Steimel   (Berlín, 12 d'octubre de 1907 - Berlín, 12 d'agost de 1962) fou un músic alemany. Va ser popular en swing i música de ball durant la Segona Guerra Mundial i va treballar en la postguerra principalment com a compositor de cinema.

## Vida i obra
Steimel va treballar per a les orquestres de Billy Bartholomew i Michael Jary a mitjans de la dècada de 1930. El 1939 va fundar la seva orquestra de dansa "organum" com a orquestra d'estudi, amb la qual va gravar per a "Odeon" fins a 1944 (primer la "Foxtrot-Series" i una opereta potpourri de Ludwig Schmidseder Women in the Metropol). Amb el seu conjunt d'estudi van arribar cançons cinema-enques com "Bei dir's was always so beautiful" (de la comèdia musical Anita and the Devil de 1941) o el Foxtrot "Sag mir du" de l'opereta cinematogràfica Million Wedding. Durant l'època nazi, Steimel va gravar principalment èxits populars en l'arranjament de swing; va acompanyar vocalistes com Ilse Werner ("Kleiner Hampelmann", "Wir machen Musik"), Sven Olof Sandberg ("Queda't amb mi"), Herbert Ernst Groh ("M'enamoro de dos ulls"), Rudi Dreyer ("Mich hat never a girl laughed"), Horst Winter ("Two in a Big City"), Kary Barnet ("On Seeing Again"), Eva Busch ("Els homes ja valen l'amor", a Columbia Records), Rudi Schuricke ("Cartes, que mai va arribar a vostè"), Herta Berlo ("Hm hm du ist tan encantador") i Gerda Schönfelder ("Ganz leis' sona música"). Amb "I never leave my Peter alone" i "To say goodbye rich' I hands on you" (Odeon 31730, amb Kary Barnet), la seva orquestra va gravar l'últim enregistrament de música de ball per a Odeon abans del final de la guerra el 6 de març de 1944.
El 1940, Steimel va actuar amb Willy Berking, Teddy Kleindin, Franz Fijal-Lipinsky, Werner Neumann i Harry van Dyk. En els anys 1930 i 1940 va continuar treballant com a pianista i arranjador a Berlín amb les orquestres de dansa de Hans Georg Schütz i Kurt Widmann. Steimel, juntament amb Georg Haentzschel i Horst Kudritzki, va ser un dels coneguts arranjadores que van crear sofisticats arranjaments de swing de melodies alemanyes sovint mediocres durant l'època nazi, ja que l'ús de títols americans originals estava prohibit. L'orquestra d'Adolf Steimel (similar a les formacions de Hans Rehmstedt i Benny de Weille) va ser considerada com una excel·lent orquestra de dansa orientada al swing amb excel·lents solistes.
Amb la seva orquestra, Steimel va gravar un dels primers enregistraments de la postguerra ("Come with me in's Chambre Separee"). Després del final de la guerra, va gravar per "Amiga" ("About the Prairie") i Telefunken ("Lang, lang ist's her" el 1947. Entre 1939 i 1947 va participar en 47 sessions d'enregistrament en el camp del jazz. També va arranjar algunes cançons per a lOrquestra Alemanya de Dansa i Entreteniment.
Durant la postguerra, va treballar principalment com a compositor de cinema. A més de "Wir Machen Musik" Steimel va compondre una sèrie de cançons com "Ich hab dich und und du hast mich", "Mein Herz hat heut' Premiere" (per Ilse Werner), "Alo-Ahé" (per Willy Schneider),"Junger Mann aus gut Hause" (per Fritz Schulz-Reichel),"When will you be with me again" i "The men are already worth the love", una peça que es va utilitzar per a la pel·lícula